# Wilhelm Bauer (Ökonom)
Wilhelm Bauer (* 19. März 1904 in Nürnberg; † 4. Juli 1974 in München) war ein deutscher Ökonom.

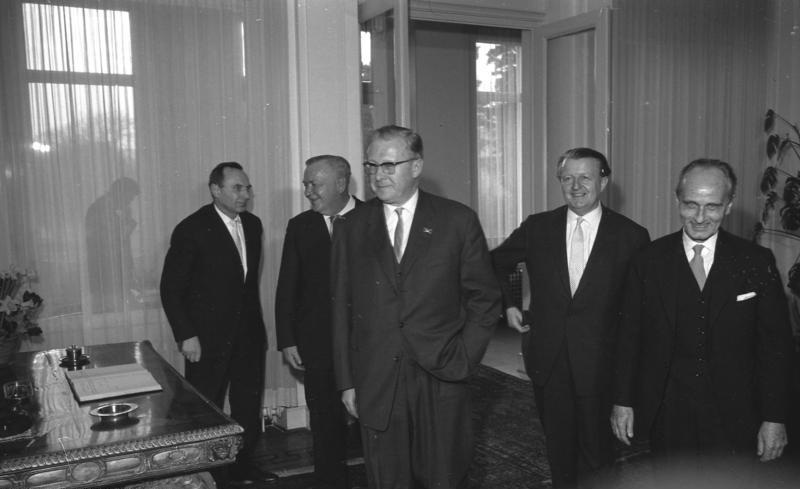
Wilhelm Bauer (rechts) und die übrigen Mitglieder des Sachverständigenrats, Februar 1964

Von 1950 bis 1971 leitete Wilhelm Bauer das Rheinisch-Westfälische Institut für Wirtschaftsforschung. 1961 wurde er zum Honorarprofessor für Empirische Konjunkturforschung an der Universität zu Köln ernannt. 1964 wurde er zum Mitglied des neu geschaffenen Sachverständigenrates zur Begutachtung der gesamtwirtschaftlichen Entwicklung ernannt und kurz darauf zu dessen erstem Vorsitzenden gewählt. Sein Nachfolger als Vorsitzender des Rates wurde im März 1970 Norbert Kloten. Bauer blieb noch bis zu seinem Tod im Jahr 1974 Mitglied des Sachverständigenrates.